# Carlo Candida
Carlo Candida (Lucera, 7 oktober 1762 - Rome, januari 1845) was luitenant-grootmeester van de Orde van Malta van 1834 tot aan zijn dood.

## Biografie
Carlo Candida kwam uit een rijke adellijke Napolitaanse familie. Voor zijn aanstelling als luitenant-grootmeester, was hij admiraal op de vloot van de Orde. Onder zijn leiding werd het hoofdkwartier van de Orde definitief van Ferrara naar Rome verplaatst. In 1841 werd hij er ook begonnen met de bouw van een hospitaal door de orde bij de kerk San Francesco a Ripa.
Sinds haar val in 1798 verkreeg de Orde eindelijk weer war meer aanzien in Europa. Verschillende Europese monarchen herstelden de oude priorijen van de Orde in hun landen. In 1845 stierf Candida en werd begraven in de kerk van San Francesco. Hij werd opgevolgd door Filippo di Colloredo-Mels.